# Dornova metoda
Dornova metoda je jemná manuální terapie, která má odpomoci od bolesti.

## Zakladatel
Metoda je pojmenována po Dieteru Dornovi z Bavorského městečka Lautrach (1938 – 2011), který si poškodil páteř při zvedání těžkého kmene a nemohl se kvůli bolesti narovnat. Od této bolesti a souvisejících potíží mu pomohl starý sedlák, o kterém se doslechl, že pomáhá lidem, kteří měli podobné problémy s páteří. Dorn byl jeho rychlou pomocí a účinkem jeho zásahu ohromen a rozhodl se od něj jeho přístup naučit. Začal také pomáhat lidem a díky svým úspěchům léčbu intuitivně rozvinul a následně popsal. Postupně se metodu naučilo více než tisíc terapeutů buď přímo od něj, nebo od jeho žáků. Dnes je metoda rozšířena po celém světě. Také v Čechách se pořádají kurzy a jsou školeni terapeuti Dornovy metody.

## Cviky
Dornova metoda spočívá v základních cvicích, které mají za úkol preventivně bránit blokacím organismu. S jejím postupným šířením a popularizací především německých fyzioterapeutů se z ní stala profesionální Dornova metoda. Cílem je pomocí vlastního pohybu, pod vedením terapeuta, navracet obratle a kosti na svá místa. Dieter Dorn chtěl, aby jeho metoda byla šířena zdarma.